# Yours Truly (Ariana Grande)
Yours Truly is het eerste studioalbum van Ariana Grande. Het werd uitgebracht op 30 augustus 2013 door het platenlabel Republic Records. Oorspronkelijk zou het album Daydreamin' worden genoemd, naar een van de nummers op het album. Het album is geïnspireerd door Mariah Carey, Whitney Houston, Amy Winehouse en Christina Aguilera. Grande omschrijft het album als een "terugkeer" naar de R&B-muziek uit de jaren 90. De leadsingle van het album is "The Way".
Het album werd zeer positief ontvangen door recensenten, die Grande met name loofden om haar stem en haar jaren 90 R&B-muziek.

## Achtergrond
Er werd drie jaar aan Yours Truly gewerkt. In die drie jaar zijn er grote veranderingen gemaakt aan het concept van het project. Grande begon met het werk aan het album toen ze nog filmde voor Victorious, de televisieserie van Nickelodeon waar ze op dat moment in speelde. Op 10 september 2011 had Grande al twintig nummers gereed en was ze bezig om er dertien te kiezen die uiteindelijk op het album zouden komen. De eerste single, die werd uitgebracht op 12 december 2011, was een popnummer met de naam "Put Your Hearts Up". De single was gericht op een jong publiek, aangezien Grande op dat moment vooral bekend was onder kinderen die naar Victorious keken. Andere nummers die voor de release van het album bekend werden gemaakt, waren "Honeymoon Avenue", "Voodoo Love", "Pink Champagne", "Boyfriend Material", "You're My Only Shorty", "Tattooed Heart" en "Daydreamin'".
In begin 2013 stapte Grande naar haar platenmaatschappij omdat ze niet tevreden was met waar het album naartoe ging. In interviews gaf ze toe dat ze haar debuutsingle "Put Your Hearts Up" eigenlijk helemaal niet leuk vond en dat ze niet zulk soort muziek wilde maken. Daarop werd het album aangepast en kreeg het een jaren 90-geluid. De oorspronkelijke titel was Daydreamin'.

## Nummers
| 1.                 | "Honeymoon Avenue"                                          | Khristopher Riddick-Tynes, Leon Thomas III, Antonio Dixon, Kenneth "Babyface" Edmonds, Thomas Lee Brown, Travis Sayles, Victoria McCants, Roahn Hylton, Dennis "Aganee" Jenkins, Maurice Wade | Edmonds, Dixon, The Rascals                               | 5:39 |
| 2.                 | "Baby I"                                                    | Edmonds, Dixon, Patrick "J. Que" Smith | Edmonds, Dixon, The Rascals                               | 3:17 |
| 3.                 | "Right There" (met Big Sean)'                               | Harmony Samuels, H. "Carmen Reece" Culver, J. "Lonny" Bereal, James "J-Doe" Smith, Al Sherrod Lambert, Ariana Grande, Sean Anderson, Jeff Lorber                                              | Harmony, Jo Blaq                                          | 4:07 |
| 4.                 | "Tattooed Heart"                                            | Riddick-Tynes, Thomas III, Dixon, Edmonds, Matt Squire, Grande, Sean Foreman | Edmonds, Dixon, The Rascals                               | 3:14 |
| 5.                 | "Lovin' It"                                                 | Riddick-Tynes, Thomas III, Ricky "SlikkMuzik" Offord, Dixon, Edmonds, Mark Morales, Kirk S. Robinson, Nathaniel V Robinson, Mark Rooney                                                       | Edmonds, Dixon, The Rascals                               | 3:00 |
| 6.                 | "Piano"                                                     | H. Samuels, Jahmaal Noel Fyffe, Parker Ighile, Anisa Moghaddam, Moses Ayo Samuels, Olaniyi Michael Akinkunmi, Grande                                                                          | Harmony, Mo-Keyz, Mikey, Jo Blaq                          | 3:54 |
| 7.                 | "Daydreamin'"                                               | Squire, Brown, McCants | Squire, Brown                                             | 3:31 |
| 8.                 | "The Way" (met Mac Miller)'                                 | H. Samuels, Amber Streeter, Lambert, Jordin Sparks, Malcolm McCormick, Brenda Russell | Harmony, Sauce, Grande                                    | 3:47 |
| 9.                 | "You'll Never Know"                                         | Riddick-Tynes, Thomas III, Edmonds, Dixon | Edmonds, Dixon, The Rascals                               | 3:34 |
| 10.                | "Almost Is Never Enough" (met Nathan Sykes van The Wanted)' | H. Samuels, Culver, Lambert, M. Samuels, Akinkunmi, Grande | Harmony, Mo-Keyz, Mikey, Jo Blaq, Talay Riley, Mark Asari | 5:28 |
| 11.                | "Popular Song" (met Mika)'                                  | Mika, Priscilla Renea, Mathieu Jomphe, Stephen Schwartz | Greg Wells, Mika, Nick Littlemore, Jason Nevins           | 3:20 |
| 12.                | "Better Left Unsaid"                                        | H. Samuels, Courtney Harrell, Lambert, M. Samuels, Akinkunmi, Grande | Harmony, Mo-Keyz, Mikey, Jo Blaq                          | 3:32 |
| Totale duur: 46:28 |                                                             | |                                                           |      |